# Sudáfrica en los Juegos Paralímpicos de Nagano 1998
Sudáfrica estuvo representada en los Juegos Paralímpicos de Nagano 1998 por un deportista masculino. El equipo paralímpico sudafricano no obtuvo ninguna medalla en estos Juegos.